# Museo delle tombe reali di Sipán

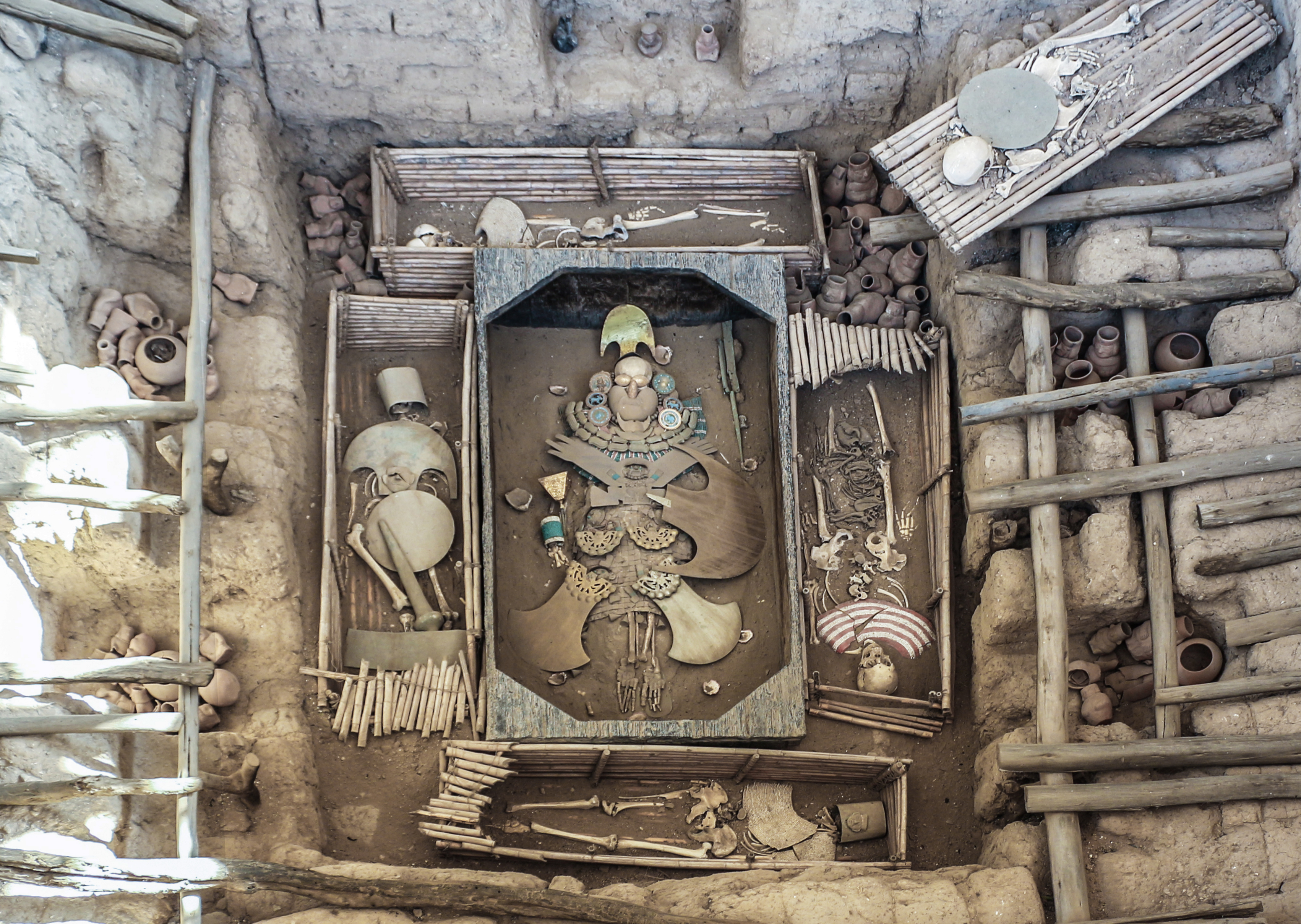
Il Signore di Sipán, nel Museo delle Tombe Reali.

Il Museo delle Tombe Reali di Sipán (in spagnolo: Museo Tumbas Reales de Sipán) è un museo archeologico peruviano inaugurato nell'anno 2002; è ubicato nella città di Lambayeque, localizzata nella regione omonima. Il suo progetto architettonico si è ispirato alle antiche piramidi tronche della cultura mochica preincaica (dal I al VII secolo d.C.). Il museo concentra più di duemila pezzi d'oro.
Lo scopo del museo è di mostrare la tomba del Signore di Sipán, che fu rinvenuta nel 1987 dagli archeologi peruviani Walter Alva Alva e Luis Chero Zurita. Tra i suoi pezzi si trovano gioielli, ceramiche e corredi funerari. 
Il ritrovamento delle Tombe Reali del Signore di Sipán segnò un'importante tappa nell'archeologia del continente sudamericano, perché per la prima volta si rivelò la magnificenza e la maestosità dell'unico governante dell'antico Perù trovato fino ad allora.

## Caratteristiche del museo
La struttura, in un'area coperta di 3.156,45 m², ha tre piani. L'accesso è attraverso una rampa di 74,21 metri di lunghezza, così come si accedeva agli antichi templi moche. Questa pendenza conduce al terzo piano. La visita si realizza dall'alto verso il basso rivivendo l'esperienza dello scopritore del Signore di Sipán. Dal secondo piano, si osserva la replica esatta della camera funeraria di questo antico dignitario moche, che consente di conoscere, tra gli altri aspetti, la sua cultura, le sue conquiste tecnologiche e il suo pensiero sulla morte.

## Descrizione
Da una struttura con reminiscenze preispaniche, la discesa sarà accompagnata permanentemente da oggetti museografici che permettono di immergersi nel contesto dell'epoca attraverso pannelli, vetrine e proiezioni, osservando i preziosi prezzi in esposizione.
Il centro del museo contiene la Sala Reale Mochica dove si trova il Signore di Sipán con il suo abbigliamento da guerriero, il pettorale d'oro e altri gioielli dello stesso materiale; la camera funeraria dell'antico governante, insieme a otto scheletri di suoi accompagnatori; altri dignatari scoperti, come il sacerdote e il Vecchio Signore di Sipán, della stessa investitura del governatore moche, tutti con i loro rispettivi indumenti originali. In questa Sala Reale Mochica, ci sono 35 manichini che rappresentano il suo ambiente politico, dieci dei quali sono stati articolati, per cui sono in movimento durante le visite. Questa ricostruzione di quella che fu tutta la magnificenza della corte reale del guerriero moche rappresenta fedelmente i cortei mochica.
Si possono vedere anche gli ornamenti recuperati dal sepolcro, come è il caso della protezione iliaca d'oro, tra altri importanti oggetti. Si aggiunge infine un messaggio che ricorda quanto si salvò dal saccheggio e l'importanza della protezione dell'eredità culturale del Perù.

## Capi di abbigliamento
Gli oltre 600 gioielli del governatore moche sono conservati in vetrine blindate. Per la loro conservazione, l'ambiente è buio e c'è sola la luce diretta. Tra i pezzi del dignatario mochica si distinguono stendardi di rame dorato su tela, una corona di rame dorato con simboli reali, pettorali di conchiglie, orecchini d'oro e turchesi, spondylus, sonagli d'oro, un'acconciatura di cotone e ornamenti di piume.
In uno dei piani sono esposti altri pezzi d'oro, rame e tessuti sobri, tra i quali si distinguono orecchini d'oro e turchese, un'immagine felina completa, un pettorale d'oro confezionato con conchiglie, collane d'oro con rappresentazioni di arachidi, vari stendardi, un sonaglio d'oro con la figura di un'averla e un pettorale di rame.

## Centro di cultura
Ci sono importanti progetti di sviluppo per il polo museale. Nello spazio restante del terreno ci sarà un padiglione che rappresenta tutte le culture del nord del Perù, cioè il grande circuito da Piura fino a La Libertad passando per Amazonas e Cajamarca. Più avanti si intende creare un centro culturale in cui edificare una biblioteca, un giardino botanico con il contributo dei mochica con le loro colture alimentari, industriali e medicinali, un piccolo giardino zoologico con fauna tipica dell'epoca e infine una specie di museo vivente, in cui si ricostruirà una piramide moche e i suoi quartieri artigiani, affinché qualunque visitatore senta di potersi trasportare nell'epoca dei moche ed entrare nel mondo del passato. In conclusione, ciò che si otterrà è un museo pianificato per i prossimi 100 anni. Per l'archeologo Walter Alva questo monumento culturale è il Museo del XXI secolo.

## Visite turistiche
Il museo può ricevere 300 visitatori l'ora. È aperto dieci ore al giorno, da martedì a domenica.

## Esposizioni internazionali
Fino al 31 agosto 2007 vi fu una mostra del Signore di Sipán nel Museo nazionale della Colombia, organizzata in collaborazione tra le ambasciate della Colombia in Perù e del Perù in Colombia.